# 岩倉温泉
岩倉温泉（いわくらおんせん）は、秋田県大仙市 （旧国出羽国、明治以降は羽後国）にある温泉。

## 泉質
- ナトリウム・カルシウム-塩化物・硫酸塩泉
  - 泉温　58.2℃
- 深い眠りの湯とも言われる。

## 温泉地
大仙の山あいに、「日本秘湯を守る会」に所属している一軒宿の「岩倉温泉」が存在。
浴室は内風呂のみで、日帰り入浴可能。旅館自体の規模は小さい。料理は山菜と冬には、秋田名物のきりたんぽ鍋を提供している。

## 歴史
1647年（正保4年）には、開湯していた記録が残っている。古くは久保田藩の藩主が当地に訪れたこともある。

## アクセス
- JR奥羽本線・秋田新幹線・田沢湖線大曲駅より車で30分。

- 秋田自動車道大曲インターチェンジから、車で20分。